# Seznam chráněných krajinných oblastí na Slovensku
Toto je seznam chráněných krajinných oblastí na Slovensku:
- Chráněná krajinná oblast Bílé Karpaty (Bílé Karpaty)
- Chráněná krajinná oblast Cerová vrchovina (Cerová vrchovina)
- Chráněná krajinná oblast Dunajské luhy (Podunajská rovina)
- Chráněná krajinná oblast Horná Orava (region horní Oravy)
- Chráněná krajinná oblast Kysuce (Javorníky, Turzovská vrchovina, Moravsko-slezské Beskydy, Kysucké Beskydy, Kysucká vrchovina)
- Chráněná krajinná oblast Latorica (Východoslovenská nížina)
- Chráněná krajinná oblast Malé Karpaty (Malé Karpaty)
- Chráněná krajinná oblast Poľana (Poľana)
- Chráněná krajinná oblast Ponitrie (Tribeč, Vtáčnik)
- Chráněná krajinná oblast Strážovské vrchy (Strážovské vrchy, Súľovské vrchy)
- Chráněná krajinná oblast Štiavnické vrchy (Štiavnické vrchy)
- Chráněná krajinná oblast Vihorlat (Vihorlatské vrchy)
- Chráněná krajinná oblast Východní Karpaty (Laborecká vrchovina)
- Chráněná krajinná oblast Záhoří (Borská nížina)